# Saint-Pierre-lès-Bitry
Saint-Pierre-lès-Bitry – miejscowość i gmina we Francji, w regionie Hauts-de-France, w departamencie Oise.
Według danych na rok 1990 gminę zamieszkiwało 118 osób, a gęstość zaludnienia wynosiła 35 osób/km² (wśród 2293 gmin Pikardii Saint-Pierre-lès-Bitry plasuje się na 879. miejscu pod względem liczby ludności, natomiast pod względem powierzchni na miejscu 1025.).